# Kuratela (powieść)

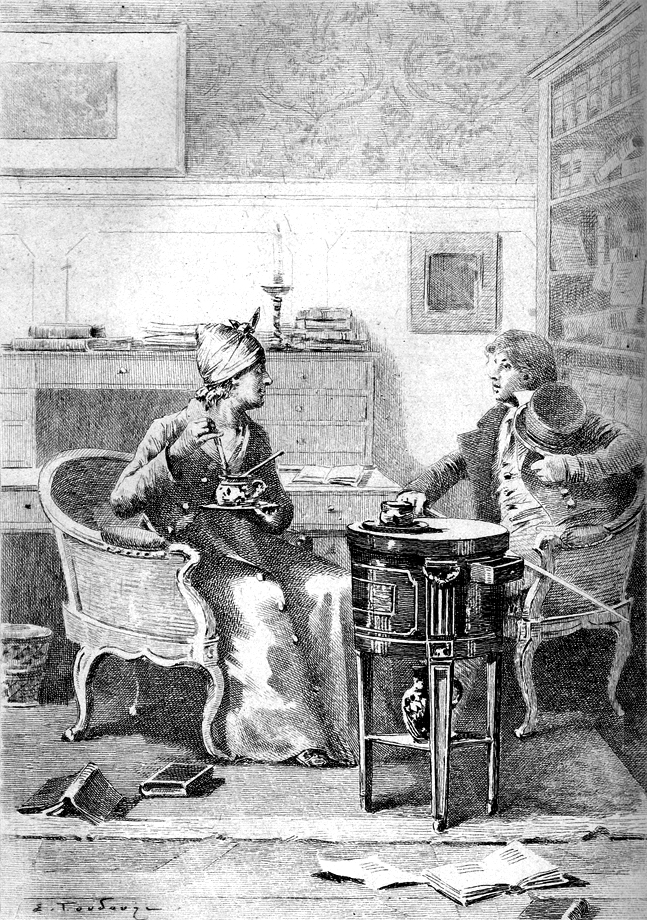

Kuratela (oryg. fr. L’interdiction) – powieść Honoriusza Balzaka z 1836, część Scen z życia paryskiego cyklu Komedia ludzka.

## Treść
Do Popinota, sędziego pierwszej instancji przy trybunale paryskim, przychodzi markiza d’Espard z następującym problemem: arystokratka pragnie ubezwłasnowolnić swojego męża, z którym żyje w separacji, i ustanowić nad nim kuratelę. Powodem tej decyzji ma być fakt, że markiz utrudnia swojej żonie kontakty z dziećmi, a swój majątek z nieznanych powodów wydaje na utrzymanie całkowicie obcej rodziny Jeanrenaud. Kobieta twierdzi, że jej mąż zachorował psychicznie.
Nieufny wobec tłumaczeń arystokratki Popinot przeprowadza prywatne śledztwo, z którego wynika, że markiz bynajmniej nie zwariował, zaś wspieranie rodziny Jeanrenaud traktuje jako rodzaj wyrównania krzywd: trzy stulecia wcześniej jego przodek doprowadził do egzekucji przodka Jeanrenaudów, protestanta. Popinot odkrywa intrygę markizy, pragnącej wzbogacić się naginając prawo, jednak nie jest w stanie jej przeciwdziałać: arystokratka dowiaduje się o jego działaniach i oddaje sprawę innemu prawnikowi, ambitnemu i bezwzględnemu Camusotowi.

## Cechy utworu
Kuratela należy do tych utworów Komedii ludzkiej, które poprzez ukazanie mniej lub bardziej typowej dla swoich czasów sytuacji oraz skondensowaną akcję mają na celu przedstawienie prawideł rządzących w praktyce funkcjonowaniem wielkiego świata paryskiego oraz ogólnych cech osób obracających się w tym środowisku (inne tego rodzaju utwory to m.in. Gobseck, Bank Nucingena czy Pułkownik Chabert). Podobnie jak ten ostatni utwór, Kuratela kontrastuje ze sobą warstwę społeczną urzędników sądownictwa oraz sferę najbogatszych, przedstawiając upadek moralności w tej drugiej oraz rozdarcie pierwszej pomiędzy wynikającymi z prawa wartościami a perspektywą łatwego bogacenia się.